# Bokeem Woodbine
Bokeem Woodbine (Nova Iorque, 13 de abril de 1973) é um ator americano. Ele é conhecido principalmente por seu papel como Mike Milligan na segunda temporada de Fargo. Por sua performance, ele ganhou um Black Reel Award, e foi indicado ao Prémios Emmy do Primetime e ao Critics' Choice Television Award.